# Adolphe de Forcade Laroquette

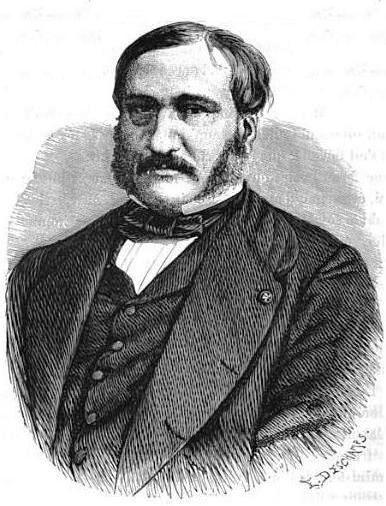
Adolphe de Forcade Laroquette.

Jean Louis Victor Adolphe de Forcade Laroquette, född 8 april 1820, död 15 augusti 1874, var en fransk politiker, halvbror till Jacques Leroy de Saint-Arnaud.
Forcade de la Roquette, som ursprungligen var advokat, var finansminister 1860-1861, blev senator 1861 och vicepresident i Conseil d'État 1863. Han var senare jordbruks- och handelsminister 1867-1868 och inrikesminister 1868-1869. Forcade La Roquette var ett av Napoleon III:s mest verksamma redskap vid valtillfällen och för undertyckande av pressfriheten.